# Черкез-Кош
Черкез-Кош (Черкес-Кош) — гора в Крыму, в юго-восточной части Бабуган-Яйлы.

## География
Находится в юго-восточной части Бабуган-Яйлы. Абсолютная высота пирамиды — 1395 м, из за её высоты, гора является 7 горой по величине в Крыму.
Гора напоминает форму пирамиды.